# Palazzo della Banca di Roma (Napoli)
Il Palazzo della Banca di Roma è un edificio di valore storico e architettonico di Napoli, ubicato in via Giuseppe Verdi, nei pressi della Piazza del Municipio.

## Storia e descrizione
Il palazzo in questione sorse negli anni '80 del XIX secolo in seguito alla lottizzazione ed edificazione di quattro edifici nell'area nord-occidentale di Piazza Municipio effettuata dalla Società Generale Immobiliare di Roma. L'architetto che li progettò fu Giovan Battista Comencini. Una volta completato, venne acquistato nel 1891 dalla Fondiaria Incendi che lo vendette nel 1918 alla Banca Italiana di Sconto, struttura satellite della Banca Nazionale di Credito. Quest'ultima commissionò un profondo rinnovamento dell'edificio (terminato nel 1924) a Ugo Giovannozzi, al fine di avere una sede più sontuosa e adatta alle attività bancarie. Nel 1934 fu acquistato dalla Banca di Roma. 
In stile neorinascimentale, l'edificio sorge su un lotto leggermente inclinato, ha una forma rettangolare e quattro accessi, il cui principale è su via Giuseppe Verdi. Non presenta alcun portone d'ingresso su Piazza Municipio, dove comunque affaccia quello che è il prospetto principale, suddiviso in due ordini, l'inferiore in bugnato "rustico" in travertino e il superiore scandito per due piani da lesene ioniche con il piano nobile contraddistinto da aperture sormontate da timpani triangolari e sorrette da colonnine in granito rosato. L'ingresso su via Giuseppe Verdi, contrassegnato da un portone di legno d'epoca finemente intagliato e sormontato dal simbolo della Banca di Roma, cioè la Lupa che allatta Romolo e Remo, precede prima il vestibolo che offre allo sguardo degli affreschi allegorici sull' Onestà, Sapienza, Risparmio e Prudenza sugli angoli superiori e le figure di Mercurio e dell' Abbondanza sui sovrapporta, tutti eseguiti da Ezio Giovannozzi, fratello del già citato Ugo. A seguire, salendo una scala che porta al piano intermedio, vi è l'atrio delimitato da colonne ioniche scanalate decorato sugli angoli superiori da bassorilievi in stucco di buona qualità esecutiva e coperto in alto da una vetrata policroma a riquadri rettangolari (opera della vetreria fiorentina De Matteis), sul cui centrale di essi vi è un tondo dove è disegnato il già citato simbolo della Banca di Roma. Purtroppo nella seconda metà del XX secolo l'appena citato atrio è stato privato degli sportelli bancari e del pregevole pavimento a tasselli marmorei policromi. 
Dopo ulteriori vicende, è allo stato attuale (anno 2025) sottoposto a ampi lavori di ristrutturazione, ridisegnamento e riarredamento degli interni in vista della sua trasformazione a hotel di lusso gestito dalla Marriott International.